# ニティジェラ
ニティジェラ（マーシャル語: Nitijeļā) は、マーシャル諸島の立法府である。

## 概要
一院制、定数33、任期4年。